# Trichotichnus saluki
Trichotichnus saluki – gatunek chrząszcza z rodziny biegaczowatych i podrodziny Harpalinae.

## Taksonomia
Gatunek ten opisany został po raz pierwszy w 2020 roku przez Borisa Katajewa na łamach „Zoosystematica Rossica”. Jako miejsce typowe wskazano Jog Falls na zachodzie indyjskiego stanu Karnataka. Epitet gatunkowy nadano na cześć Siergieja Saluka, który odłowił materiał typowy.

## Morfologia
Chrząszcz o ciele długości od 7,7 do 10 mm i szerokości od 3 do 4 mm.
Głowa jest błyszcząco czarna z brązowawożółtymi czułkami i głaszczkami oraz rudobrązowymi żuwaczkami i wargą górną. Ma ona bardzo płytko wklęśniętą na przedzie wargę górną, nadustek z parą chetoporów i płytko łukowatą przednią krawędzią, delikatny i prosty szew epistomalny, wyłupiaste oczy złożone, bardzo wąskie i stykające się z nimi bruzdy nadoczne, położony przed tylną krawędzią oka chetopor nadoczny oraz bardzo krótkie skronie. Warga dolna ma parę długich szczecinek na podbródku oraz kanciasty ząbek środkowy na całkiem zlanej z podbródkiem bródce.
Przedplecze jest błyszcząco czarne z bardzo wąsko rudobrązowo obrzeżonymi bokami, poprzeczne, najszersze w tyle przedniej ⅓ długości, o krawędzi przedniej wykrojonej i bardzo wąsko obrzeżonej, kątach przednich szeroko zaokrąglonych i ku przodowi wystających, krawędziach bocznych w przednich ⅔ zaokrąglonych, a dalej lekko falistych, kątach tylnych niemal prostych, a krawędzi tylnej pośrodku prawie prostej, a po bokach ukośnej. Dołki przypodstawowe są wąskie, płytkie, oddzielone wypukłościami od bruzd bocznych. Powierzchowna linia środkowa dochodzi do przedniej i tylnej krawędzi przedplecza. Pokrywy są błyszcząco czarne, nieco irydyzujące, owalne, przeciętnie sklepione, najszersze w tylnej połowie, o kanciasto zaokrąglonych i zaopatrzonych w drobne ząbki kątach barkowych oraz nieco zaostrzonych szczytach. Rzędy są niepunktowane i wąskie, rządki przyszwowe są długie i zaopatrzone w mały chetopor nasadowy. Międzyrzędy są poprzecznie mikrosiateczkowane, na trzecich z nich występuje mały chetopor dyskowy za środkiem długości. Skrzydła tylnej pary są normalnie wykształcone. Spód tułowia jest rudoczarny. Odnóża są jasnobrązowawożółte, o owłosionych wierzchach stóp.
Odwłok jest rudoczarny, o gładkich sternitach. Genitalia samca charakteryzuje smukły, dość silnie dobrzusznie zakrzywiony płat środkowy edeagusa, dwukrotnie dłuższa niż u podstawy szeroka i na szczycie wąsko zaokrąglona blaszka końcowa oraz zaopatrzony w kilka grup kolców endofallus.

## Rozprzestrzenienie
Owad orientalny, endemiczny dla Ghatów Zachodnich w Indiach, znany tylko z lokalizacji typowej na zachodzie Karnataki.